# Linea 2 (metropolitana di Seul)
La linea 2 (conosciuta anche come Linea verde o Linea circolare) è una linea ad anello della metropolitana di Seul che serve l'omonima città, in Corea del Sud. La linea connette il centro della città a Gangnam, Teheran Valley e il complesso COEX/KWTC.

## Storia
La linea 2 fu costruita negli anni 1978-84, assieme allo sbinamento di Seongsu (l'altro sbinamento di Sinjeong fu realizzato negli anni 1989-95). Il ponte di Dangsan venne chiuso per la ricostruzione nel 1996, e fu riaperto il 22 novembre 1999. Il vecchio ponte in acciaio fu sostituito da un ponte in cemento armato fra le stazioni di Dangsan sulla sponda sud del fiume Han e quella di Hapjeong, a nord. Gli intervalli fra due treni ora possono essere ridotti a soli 30 secondi, mentre la frequenza nelle ore di morbida è di 5-6 minuti.

## Caratteristiche
Il percorso orario è chiamato "linea circolare interna", mentre quello nel senso antiorario è detto "linea circolare esterna". Questa è la linea maggiormente utilizzata di tutta la rete di Seul, nonché la seconda linea circolare più lunga del mondo dopo la linea 10 della metropolitana di Pechino. Oltre alla sezione circolare, esistono due rami, quello di Seongsu e quello di Sinjeong. Il 20 ottobre 2005 è stata inaugurata la stazione di Yongdu, la prima con le porte di banchina della rete.

## Fermate

### Linea 2 sezione circolare
| Codice | Stazione                          | Hangul                | Hanja                 | Interscambi                                       | Posizione       |
| ------ | --------------------------------- | --------------------- | --------------------- | ------------------------------------------------- | --------------- |
| 243    | Chungjeongno                      | 충정로역              | 忠正路驛              | Linea 5                                           | Jung-gu         |
| 201    | Sicheong (municipio)              | 시청역                | 市廳驛                | Linea 1                                           | Jung-gu         |
| 202    | Euljiro-ipgu                      | 을지로입구역          | 乙支路入口驛          |                                                   | Jung-gu         |
| 203    | Euljiro 3-ga                      | 을지로3가역           | 乙支路3街驛           | Linea 3                                           | Jung-gu         |
| 204    | Euljiro 4-ga                      | 을지로4가역           | 乙支路4街驛           | Linea 5                                           | Jung-gu         |
| 205    | Dongdaemun History & Culture Park | 동대문역사 문화공원역 | 東大門歷史 文化公園驛 | Linea 4 Linea 5                                   | Jung-gu         |
| 206    | Sindang                           | 신당역                | 新堂驛                | Linea 6                                           | Jung-gu         |
| 207    | Sangwangsimni                     | 상왕십리역            | 上往十里驛            |                                                   | Seongdong-gu    |
| 208    | Wangsimni                         | 왕십리역              | 往十里驛              | Linea 5 Linea Gyeongui-Jungang Linea Suin-Bundang | Seongdong-gu    |
| 209    | Hanyangdae                        | 한양대역              | 漢陽大驛              |                                                   | Seongdong-gu    |
| 210    | Ttukseom                          | 뚝섬역                | 뚝섬驛                |                                                   | Seongdong-gu    |
| 211    | Seongsu                           | 성수역                | 聖水驛                | Linea 2 (ramo Seongsu)                            | Seongdong-gu    |
| 212    | Geondae-ipku                      | 건대입구구역          | 建大入口驛            | Linea 7                                           | Gwangjin-gu     |
| 213    | Guui                              | 구의역                | 九宜驛                |                                                   | Gwangjin-gu     |
| 214    | Gangbyeon                         | 강변역                | 江邊驛                |                                                   | Gwangjin-gu     |
| 215    | Jamsillaru                        | 잠실나루역            | 蠶室나루驛            |                                                   | Songpa-gu       |
| 216    | Jamsil                            | 잠실역                | 蠶室驛                | Linea 8                                           | Songpa-gu       |
| 217    | Sincheon                          | 신천역                | 新川驛                |                                                   | Songpa-gu       |
| 218    | Sports Complex                    | 종합운동장역          | 総合運動場驛          | Linea 9                                           | Songpa-gu       |
| 219    | Samseong                          | 삼성역                | 三成驛                |                                                   | Gangnam-gu      |
| 220    | Seolleung                         | 선릉역                | 宣陵驛                | Linea Suin-Bundang                                | Gangnam-gu      |
| 221    | Yeoksam                           | 역삼역                | 驛三驛                |                                                   | Gangnam-gu      |
| 222    | Gangnam                           | 강남역                | 江南驛                | Linea Sinbundang                                  | Gangnam-gu      |
| 223    | Gyodae                            | 교대역                | 敎大驛                | Linea 3                                           | Seocho-gu       |
| 224    | Seocho                            | 서초역                | 瑞草驛                |                                                   | Seocho-gu       |
| 225    | Bangbae                           | 방배역                | 方背驛                |                                                   | Seocho-gu       |
| 226    | Sadang                            | 사당역                | 舍堂驛                | Linea 4                                           | Dongjak-gu      |
| 227    | Nakseongdae                       | 낙성대역              | 落星垈驛              |                                                   | Gwanak-gu       |
| 228    | Seouldae-ipgu                     | 서울대입구역          | 서울大入口驛          |                                                   | Gwanak-gu       |
| 229    | Bongcheon                         | 봉천역                | 奉天驛                |                                                   | Gwanak-gu       |
| 230    | Sillim                            | 신림역                | 新林驛                |                                                   | Gwanak-gu       |
| 231    | Sindaebang                        | 신대방역              | 新大方驛              |                                                   | Dongjak-gu      |
| 232    | Guro Digital Complex              | 구로디지털단지역      | 九老디지털團地驛      |                                                   | Guro-gu         |
| 233    | Daerim                            | 낙성대역              | 大林驛                | Linea 7                                           | Guro-gu         |
| 234    | Sindorim                          | 신도림역              | 新道林驛              | Linea 1 Linea 2 (ramo Sinjeong)                   | Guro-gu         |
| 235    | Mullae                            | 문래역                | 文來驛                |                                                   | Yeongdeungpo-gu |
| 236    | Yeongdeungpo-gucheong             | 영등포구청역          | 永登浦區廳驛          | Linea 5                                           | Yeongdeungpo-gu |
| 237    | Dangsan                           | 당산역                | 堂山驛                | Linea 9                                           | Yeongdeungpo-gu |
| 238    | Hapjeong                          | 합정대역              | 合井驛                | Linea 6                                           | Mapo-gu         |
| 239    | Hongdae-ipgu                      | 홍대입구역            | 弘大入口驛            | Linea AREX Linea Gyeongui-Jungang                 | Mapo-gu         |
| 240    | Sinchon                           | 신촌역                | 新村驛                |                                                   | Mapo-gu         |
| 241    | Idae                              | 이대역                | 梨大驛                |                                                   | Mapo-gu         |
| 242    | Ahyeon                            | 아현역                | 阿峴驛                |                                                   | Mapo-gu         |
| 243    | Chungjeongno                      | 충정로역              | 忠正路驛              | Linea 5                                           | Seodaemun-gu    |

### Linea 2 ramo Seongsu
| Codice | Stazione     | Hangul   | Hanja    | Interscambi         |
| ------ | ------------ | -------- | -------- | ------------------- |
| 211    | Seongsu      | 성수     | 聖水驛   | Linea 2 (circolare) |
| 211-1  | Yongdap      | 용답역   | 龍踏驛   |                     |
| 211-2  | Sindap       | 신답역   | 新踏驛   |                     |
| 211-3  | Yongdu       | 용두역   | 龍頭驛   |                     |
| 211-4  | Sinseol-dong | 신설동역 | 新設洞驛 | Linea 1 Ui LRT      |

### Linea 2 ramo Sinjeong
| Codice | Stazione           | Hangul       | Hanja        | Interscambi                  |
| ------ | ------------------ | ------------ | ------------ | ---------------------------- |
| 234    | Sindorim           | 신도림       | 新道林驛     | Linea 1; Linea 2 (circolare) |
| 234-1  | Dorimcheon         | 도림천역     | 道林川驛     |                              |
| 234-2  | Yangcheon-gucheong | 양천구청역   | 陽川區廳驛   |                              |
| 234-3  | Sinjeongnegori     | 신정네거리역 | 新亭네거리驛 |                              |
| 234-4  | Kkachisan          | 까치산역     | 까치山驛     | Linea 5                      |

## Progetti futuri
Attualmente è in fase di studio un prolungamento del ramo Sinjeong fino a Gayang sulla linea 9